# 布蘭登·山德森
布蘭登·溫·山德森（英語：Brandon Winn Sanderson，1975年12月19日—），是一名美國奇幻和科幻小說作家，以架空宇宙「寰宇」（Cosmere）系列聞名，該宇宙包含他的多部知名作品，例如迷霧之子系列與颶光典籍系列。除了寰宇系列之外，他也撰寫多本青少年導向作品，例如審判者傳奇系列、超感宇宙（天防者）系列，以及邪惡圖書館系列。布蘭登·山德森也以續寫長篇史詩作家羅伯特·喬丹生前未完結的時光之輪系列聞名。
他所創造的「山德森魔法定律」發揚了「軟魔法」與「硬魔法」的光譜概念，並成為新興奇幻作家的參考標準。2008年，山德森與作家 Dan Wells、漫畫家 Howard Tayler 開啟了虛構小說寫作及網路漫畫主題的播客頻道：Writing Excuses 。2016年，美國媒體公司 DMG 娛樂企業標下整個寰宇系列的翻攝版權，但最終歸還給山德森。他在2022年3月於集資平台網站 Kickstarter 上發起的活動成為該平台目前最成功的專案，以18萬5341份訂購，4175萬4153美元的金額作結。

## 個人生涯

### 早年生活與教育歷程
布蘭登·山德森於1975年12月19日生於內布拉斯加州林肯市，是四個手足中的長子。他在童年時期「相當排斥閱讀」，但在十四歲讀到 Barbara Hambly 的作品《龍魘》（Dragonsbane）之後成為了熱情的深度奇幻小說讀者，並數次試圖寫作。1994年從高中畢業後，他被楊百翰大學錄取了生物化學系。山德森在1995年到1997年缺席兩年大學，並於韓國首爾擔任耶穌基督後期聖徒教會志願傳教士。
傳教士任務告終之後，山德森回到楊百翰大學並改為主修英語文學。作為一名本科生，山德森在猶他州普羅沃的一家本地酒店擔任夜班服務生，這樣他就可以在工作時寫作。山德森在楊百翰大學的其中一位室友正是肯·詹金斯，詹金斯在大約十年後，於美國節目危險邊緣中獲得七十四連勝而成名。2000年，山德森以英語文學士身份畢業，隨後繼續以研究生身份在楊百翰大學上課，2004年取得創意寫作英語文學碩士學位。在楊百翰大學時，山德森是校內的半專業虛構小說雜誌社：Learning Edge 的成員，並擔任一年的主編職位。
在2006年，山德森與英語專科教師 Emily Bushman 結婚，Emily 後來成為了他的經理和執行長。，兩人育有三子，並住在亞美利加福克。

## 職業生涯

### 早期寫作生涯

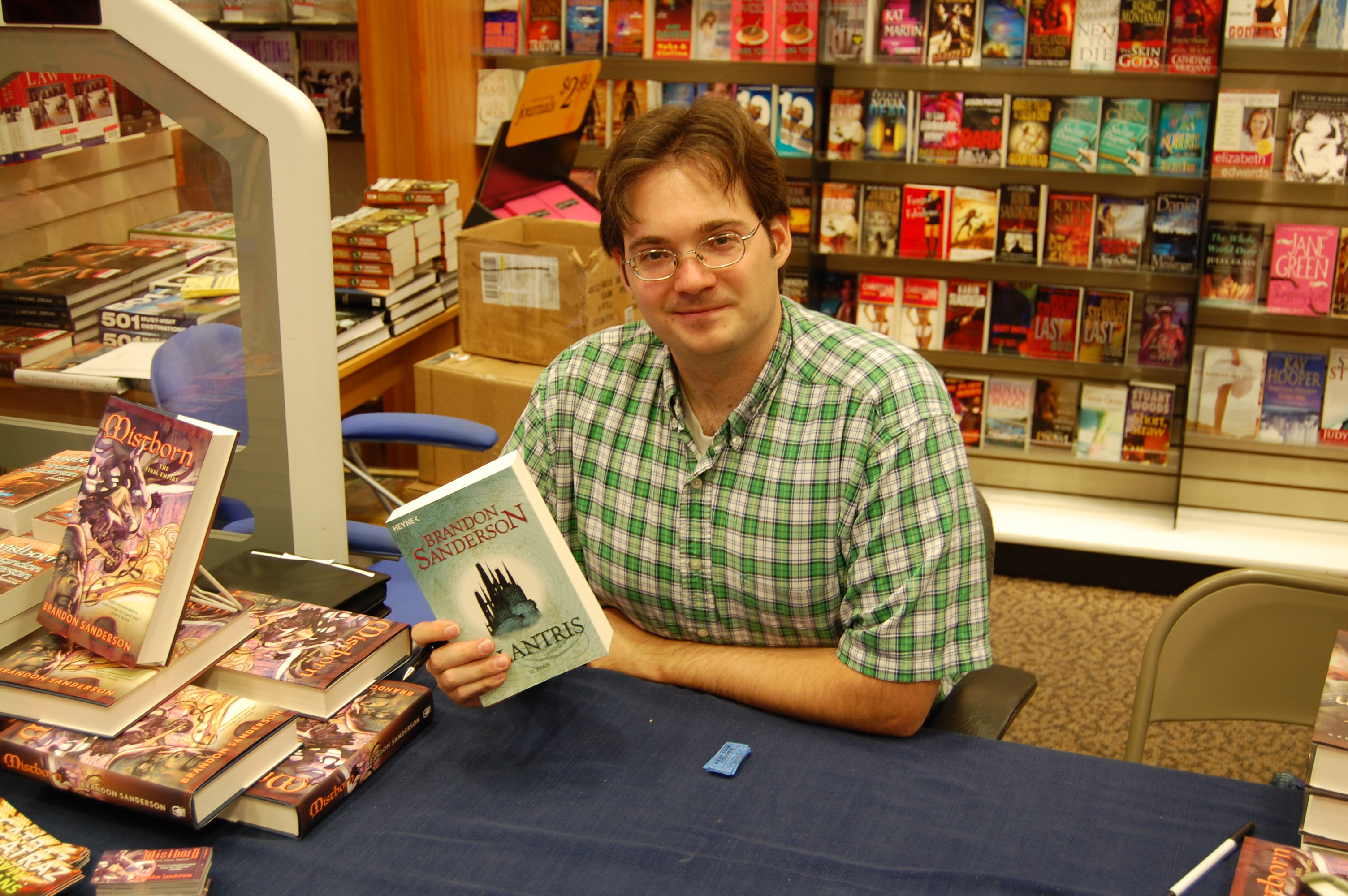
2007年的山德森。

山德森在大學生活中仍然一以貫之地寫作，直到2003年已寫了十二本小說，但沒有一份稿子受到出版社青睞。在楊百翰大學時，Tor Books 出版社的編輯 Moshe Feder 聯繫了他，並表示對他的一部作品感到興趣，也就是山德森在一年半前提交的第六本小說：《諸神之城：伊嵐翠》（Elantris）的手稿。《諸神之城：伊嵐翠》在2005年4月21日由 Tor Books 出版，獲得《浪漫時代》奇幻史詩大獎，並入選2006年與2007年約翰·坎伯新人獎。隨後，山德森於2006年發表迷霧之子系列首部曲：《最後帝國》（Mistborn: The Final Empire），亦即迷霧之子三部曲中的第一本書。
2007年，迷霧之子三部曲的第二冊，《昇華之井》（Mistborn: The Well of Ascension）上市了。同年亦出版了邪惡圖書館系列的第一卷《眼鏡的祕密》（Alcatraz Versus the Evil Librarians）。2008年，迷霧之子三部曲中的第三冊及完結篇《永世英雄》（Mistborn: The Hero of Ages）出版，邪惡圖書館系列第二冊《幽靈館長的詭計》（Alcatraz Versus the Scrivener's Bones）也問世了。
2009年，Tor Books 出版了於2006年到2009年在山德森的網站上連載的《破戰者》（Warbreaker）。同一年，邪惡圖書館系列第三冊《水晶騎士的戰鬥》（Alcatraz Versus the Knights of Crystallia）出版。
在2007年9月羅伯特·喬丹逝世後，山德森被喬丹的遺孀兼編輯：Harriet McDougal 選中，成為完結喬丹史詩奇幻系列：時光之輪的接班人。Harriet McDougal 對迷霧之子的第一冊印象深刻，遂指定山德森收束這個丈夫生前未竟的系列。Tor Books 出版社在2007年12月7日發布了這個消息。在審視完成系列所需的內容後，山德森和 Tor 於2009年3月30日宣布，他們最終將出版三冊，而不是一冊來完結該系列。山德森的第一本續作，《末日風暴》（The Gathering Storm）於2009年10月27日出版，並在《紐約時報》的精裝小說暢銷書排行榜上名列第一。
在2010年，颶光典籍系列（The Stormlight Archive）首部曲：《王者之路》（The Way of Kings）出版了。它在《紐約時報》的精裝小說暢銷書排行榜上名列第七。《闇夜之塔》，時光之輪系列的倒數第二冊，發表於《末日風暴》一年後的2010年11月2日，並在暢銷書排行榜奪冠。邪惡圖書館系列第四冊《最後的暗黑天賦》（Alcatraz Versus the Shattered Lens）則於12月1日出版。
2011年10月，山德森發行中篇電子書，《無盡之劍：覺醒》（Infinity Blade: Awakening）， Chair Entertainment 和 Epic Games 開發的動作角色扮演遊戲，iOS電子遊戲：《無盡之劍》的劇情互補小說。2011年11月，他出版了迷霧之子三部曲的續集：《迷霧之子：執法鎔金》 （The Alloy of Law）。這部作品原先被設定為一個單行本，世界觀坐落於古典三部曲的350年後，但後來擴張成一個四部曲：Wax and Wayne 系列，繁體中文版定名為「執法鎔金系列」。本書在《紐約時報》暢銷書排行榜上排名第七。
2012年8月31日，山德森出版了科幻中篇小說《軍團》（Legion），緊接著出版了在臺北國立故宮博物院受到啟發的中篇故事《皇帝魂》（The Emperor's Soul）。幾個月後，時光之輪的最終冊《光明回憶》（A Memory of Light）於2013年1月8日出版。2013年，山德森出版了兩本青少年小說。包含《陣學師：亞米帝斯學院》（The Rithmatist）和第一本審判者傳奇系列作品《鋼鐵心》（The Reckoners: Steelheart），兩項作品皆獲得了雨果獎。
2014年3月，颶光典籍系列二部曲：《燦軍箴言》（Words of Radiance）出版了。同年，山德森也出版了科幻中篇小說《軍團》的續集，《軍團：膚淺》（Legion: Skin Deep）。2015年1月，審判者傳奇系列第二冊《熾焰》（Firefight）出版。九個月後，山德森出版了《執法鎔金》（The Alloy of Law）續集：《執法鎔金：自影》（Shadows of Self）。2015年11月16日，山德森當時的經紀公司（JABberwocky Literary Agency）宣布山德森在全球的正式銷售量已超過700萬冊。
2016年1月26日，《執法鎔金：自影》（Shadows of Self）的續集，《執法鎔金：悼環》（Bands of Mourning）出版了。2016年2月16日，最後一本審判者傳奇作品《禍星》（Calamity）出版了。2016年6月，山德森與 Rik Hoskin 合著的第一本圖像小說《白沙》（White Sand）出版了。這系列計畫為三部曲。這個圖像小說系列奠基於山德森未出版的同名舊手稿。2016年9月6日，邪惡圖書館系列第五冊：Alcatraz Versus the Dark Talent 問世。
2016年10月，媒體公司 DMG Entertainment 取得了山德森整個寰宇系列的版權。2016年11月22日，寰宇中短篇小說集《無垠祕典》（Arcanum Unbounded）出版了。2017年11月14日，颶光典籍系列三部曲 ：《引誓之劍》（Oathbringer）出版。2018年11月6日，青少年科幻作品《天防者》（Skyward）出版，續集《天防者 II：星界》（Starsight）則於2019年11月26日出版。2020年9月，山德森與作家 Mary Robinette Kowal 合作的 The Original 上市。颶光典籍系列四部曲 ：《戰爭節奏》（Rhythm of War）在2020年11月17日出版。當年，山德森的經紀公司將他的全球銷量更新到1800萬本，2021年初更是超過2100萬冊。

### 2019年冠狀病毒疫情後的發展
2021年3月，因應2019冠状病毒病疫情，山德森舊有的全球巡迴活動中斷，他轉而在自己的YouTube 頻道進行每週活動更新。5月26日，山德森揭露了天防者系列第三冊《超感者》（Cytonic）的標題與封面，並在2021年11月23日上市。山德森在2021年6月展開了新的播客節目：Intentionally Blank，並與關係密切的科幻小說作家 Dan Wells 共同主持。山德森表示網路平台活動帶來了意外的益處——不僅能讓他避開巡迴之旅的交通與簽名會所需的時間成本，同時增加他與粉絲社群的互動性，讓他更有餘裕完成排定的寫作計畫。
2022年3月，山德森宣布在前兩年的2019冠状病毒病疫情期間，他瞞著除了妻子 Emily 之外的所有人，寫了五本從未公開的作品（包括四本一般作品與一本較短的青少年讀物）。該企畫的作品（其中三本位於他的架空宇宙：「寰宇」之內）都能透過 Kickstarter 集資平台訂閱方案優先取得，並以每季一冊的方式釋出，本活動被粉絲社群普遍稱為「秘密計畫（Secret Projects）」，並將這些未發行的作品編號為「SP1」至「SP4」。2023年元旦，山德森與其團隊將此活動定名為「山德森之年（Year of the Sanderson）」。本活動在 Kickstarter 上取得了空前的成功，在計劃發行的頭24小時內就取得了1500萬美元的集資金額，三天便超越2000萬美元，成為該平台史上最成功的專案。本次活動最終售出18萬5341份產品，並取得4175萬4153元美金的銷售額。在 Kickstarter 活動畫下句點之前，山德森資注了 Kickstarter 上總共316項由其他用戶發起的寫作計畫。2023年元旦，「山德森之年」的第一冊，亦即粉絲社群俗稱的「祕密計畫 1」：《翠海的雀絲》（Tress of the Emerald Sea）對 Kickstarter 訂閱用戶發布，非訂閱用戶在該年四月起可於一般市場購得。其餘三冊《勤儉魔法師的中古英格蘭生存指南》（Frugal Wizard's Handbook for Surviving Medieval England）、《侑美與夢魘繪師》》（Yumi and the Nightmare Painter）與 Sunlit Man 正式出版則分別在2023年4月1日、7月1日與10月1日對 Kickstarter 訂閱者發布。
山德森同時也與 Unknown Worlds Entertainment 合作，為電玩遊戲 Moonbreaker 打造世界觀與設定，該產品在2022年9月初步發行。
2024年初，龍鋼團隊開始在山德森的個人直播與網路媒體中大量加入「631」的暗示。2024年3月5日，山德森在頻道第631影片的6分31秒宣布，將在2025年發行另一本「祕密計畫小說」，後續揭露其預定標題為 Isles of the Emberdark 。2024年7月1日（相當於「6月31日」），山德森的 YouTube 頻道發布了一支影片，表示當年年末的 Dragonsteel 年會將會推出「Dragonsteel Nexus」的寰宇主題變裝舞會。
2022年9月，龍鋼團隊與 Brotherwise Games 推出颶光典籍系列的角色微縮模型商品。由於此類產品銷售成績傑出，2023年8月起，合作團隊開始釋出消息將推出《颶光角色扮演遊戲》（Stormlight Roleplaying Game，以下稱《颶光 RPG》）。2024年7月31日，合作團隊在 X 上宣布 RPG 內將會收錄一本由山德森與 Dan Wells 合著的冒險劇本故事：《踩石人》（Stonewalkers）。2024年8月6日，RPG 計畫在 Kickstarter 上正式發行，但卻突然升格為《寰宇 RPG》，追加了迷霧之子系列與泛寰宇世界觀的規則，並隨集資進度解鎖更多相關產品。該集資活動在2024年8月29日結束，以1463萬7437美元的金額作結，成為時下 Kickstarter 募資金額紀錄第三名，也是該平台在桌上遊戲類別的最高紀錄。

### 龍鋼娛樂（Dragonsteel Entertainment）
2021年，山德森將自己的私人工作室團隊擴張為獨立出版公司「龍鋼娛樂」（Dragonsteel Entertainment），負責打理山德森原先在自己的私人網站上，與其他產業合作兜售的零星商品。截至2022年底，該公司已有53位員工，並且在猶他州的 Pleasant Grove 設有實體倉庫。
龍鋼企業的管理層大部分都是自山德森的寫作生涯早期便一路協助他的成員，以及成員的配偶。管理層包含：
- Emily Sanderson - 山德森的妻子，以及公司的內部營運總監[47]
- Kara Stewart - 周邊商品與活動部門主管[47]
- Peter Ahlstrom - 編輯部門主管，長期負責山德森的草稿與文字管理[48]
- Karen Ahlstrom - 設定連貫性編輯，以及山德森的私人設定維基管理員[48]
- Adam Horne - 公關與行銷部門主管，是山德森妹妹 Jane Horne 的丈夫[48]
- Isaac Stewart - 創意發展部門主管，也負責作品內的美術製作與指導[48]
- Matt Hatch - 營運部門主管[48]
- Dan Wells - 敘事總監，該員也是一名獨立作者，並且有協助山德森擴充寰宇系列的計畫與許可[49]

2023年起，山德森開始舉辦與公司同名的粉絲年度博覽會：Dragonsteel 2023。基於該次活動的成功迴響，Dragonsteel 2024 將繼續舉辦，預售票在2024年5月開放發售的第一小時內便額滿了。2024年起，龍鋼企業將山德森的專屬年會正式定名為 Dragonsteel Nexus。

### 山德森宣言（State of the Sanderson）
自 2013 年開始，山德森會在自己的個人網頁上發表一份「年度宣言」，統整自己在過去一年的活動與工作成果、當前的寫作進度與未來的作品排程，稱為「State of the Sanderson」。2017 年起，宣言內容出現影視或遊戲等多媒體的合作報告。2022 年起則添加龍鋼企業的各部門成果匯報。山德森宣言幾乎都在每年12月19日到12月25日，也就是他的生日到聖誕節期間發布。作為搞笑，山德森將自己的生日稱為「克羅司食腦日」（Koloss Brain-munching Day），這是一種來自迷霧之子系列的野蠻亞人物種。
儘管篇幅冗長，「State of the Sanderson」系列是了解山德森歷年活動狀況與計畫更迭的重要資訊來源。所有文章都可在其官方網站 （页面存档备份，存于）上閱讀，繁體中文翻譯可參見此處 （页面存档备份，存于）。

## 寰宇系列
本系列是山德森最知名，也是規模最大的架空宇宙。屬於本系列的作品發生在一個地球以外的虛構星團「寰宇」（Cosmere）當中，並與寰宇造物主：雅多納西（Adonalsium）的力量碎片息息相關。不同系列的「寰宇」小說雖然看似無關，實際上都發生在同一個宇宙的不同星球或大陸上，不同種類的魔法也可能共享類似的原理。
山德森曾強調讀者們並不需要了解「寰宇」的設定才能享受這些故事，大多數的設定也從未在小說中出現，而是在山德森的巡迴簽書會或網路活動中揭露。然而，隨著許多系列各自推進，不同世界的人物與魔法開始交會之下，部分作品已經不再適合不熟悉「寰宇」的讀者作為入門作品閱讀。
| 英文書名                                          | 繁體中文書名                                           | 繁體中文版發行狀況                                                                                     |
| 賽耳 Sel                                          | 賽耳 Sel                                               | 賽耳 Sel                                                                                               |
| ------------------------------------------------- | ------------------------------------------------------ | --- |
| Elantris （2005）                                 | 《諸神之城：伊嵐翠》                                   | 已出版（2007，奇幻基地）；2016 年的十周年紀念版譯本包含祕典與卷末彩蛋                                  |
| Hope of Elantris （2005）                         | 〈伊嵐翠的希望〉                                       | 已出版，收錄於《無垠秘典》之中、《無垠秘典》（2016，奇幻基地）                                         |
| The Emperor's Soul （2012）                       | 《皇帝魂》                                             | 已出版；收錄於《皇帝魂：布蘭登山德森精選輯》、《無垠秘典》（2013，奇幻基地）                           |
| 迷霧之子系列 Mistborn（司卡德利亞 Scadrial）      |                                                        | |
| Mistborn: Final Empire（2006）                    | 《迷霧之子：最後帝國》                                 | 已出版（2010，奇幻基地）                                                                               |
| Well of Ascension（2007）                         | 《迷霧之子：昇華之井》                                 | 已出版（2010，奇幻基地）                                                                               |
| Hero of Ages（2008）                              | 《迷霧之子：永世英雄》                                 | 已出版（2010，奇幻基地）                                                                               |
| The Eleventh Metal（2011）                        | 〈第十一金屬〉                                         | 已出版，收錄於《皇帝魂：布蘭登山德森精選輯》、《無垠秘典》（2013，奇幻基地）                           |
| Secret History（2016）                            | 〈迷霧之子：祕史〉                                     | 已出版，收錄於《執法鎔金：悼環》書末、《無垠秘典》（2017，奇幻基地）                                   |
| Alloy of Law（2011）                              | 《迷霧之子番外篇：執法鎔金》                           | 已出版（2011，奇幻基地）                                                                               |
| Shadows of Self（2015）                           | 《執法鎔金：自影》                                     | 已出版（2017，奇幻基地）                                                                               |
| Bands of Mourning（2016）                         | 《執法鎔金：悼環》                                     | 已出版（2018，奇幻基地）                                                                               |
| The Lost Metal（2022）                            | 《執法鎔金：謎金》                                     | 已出版（2023，奇幻基地）                                                                               |
| Allomancer Jak and the Pits of Eltania（2014）    | 〈鎔金賈克與艾塔尼亞深坑歷險記〉                       | 已出版，收錄於《執法鎔金：自影》書末、《無垠秘典》（2017，奇幻基地）                                   |
| 颶光典籍系列 Stormlight Archive（羅沙 Roshar）    |                                                        | |
| The Way of Kings（2011）                          | 《颶光典籍：王者之路》                                 | 已出版（2013，奇幻基地）                                                                               |
| Words of Radiance（2014）                         | 《颶光典籍：燦軍箴言》                                 | 已出版（2016，奇幻基地）                                                                               |
| Oathbringer（2017）                               | 《颶光典籍：引誓之劍》                                 | 已出版（2019，奇幻基地）                                                                               |
| Rhythm of War（2020）                             | 《颶光典籍：戰爭節奏》                                 | 已出版（2022，奇幻基地）                                                                               |
| Edgedancer（2016）                                | 〈緣舞師〉                                             | 已出版，收錄於《無垠秘典》之中（2021，奇幻基地）                                                       |
| Dawnshard（2020）                                 | 《晨碎》                                               | 已出版（2023，奇幻基地）                                                                               |
| Stormlight Archive 5: Wind and Truth（2024）      | -                                                      | 未出版                                                                                                 |
| 其他                                              |                                                        | |
| Warbreaker（2009）                                | 《破戰者》                                             | 已出版（2012，蓋亞文化）                                                                               |
| White Sand series（2016 - 2019）                  | 《白沙》三部曲                                         | 已出版（2024，奇幻基地）                                                                               |
| Sixth of the Dusk（2014）                         | 〈夕陽老六〉                                           | 已出版，收錄於《軍團：布蘭登山德森精選輯II》（奇幻基地）、《無垠秘典》（2017，奇幻基地）               |
| Shadows for Silence in the Forest of Hell（2013） | 〈地獄森林之賽倫絲的幽影〉／〈等候沉默的地獄森林幽魂〉 | 已出版，收錄於《軍團：布蘭登山德森精選輯II》、《無垠秘典》（2017，奇幻基地）與《危險女人》合輯（高寶） |
| Arcanum Unbounded （2016）                        | 《無垠祕典》                                           | 已出版（2021，奇幻基地），寰宇系列中短篇故事選集                                                       |
| 山德森之年 Year of the Sanderson                  |                                                        | |
| Tress of the Emerald Sea（2023）                  | 《翠海的雀絲》                                         | 已出版（2024，奇幻基地）                                                                               |
| Yumi and the Nightmare Painter（2023）            | 《侑美與夢魘繪師》                                     | 已出版（2024，奇幻基地）                                                                               |
| Sunlit Man（2024）                                | 《日煉者》                                             | 已出版（2025，奇幻基地）                                                                               |
| Isles of the Emberdark（2025）                    | -                                                      | 未出版                                                                                                 |

寰宇系列的時間軸橫跨希臘風格的上古時代到星際旅行時代，但各作品則不一定按照世界觀內的時間軸順序出版。空間設定上則包含三個「界域 Realms」，包括類似物理宇宙的「實體界」（Physical Realm）、與生靈認知有關的亞次元「意識界」（Cognitive Realm），以及承載宇宙背景數值的「靈魂界」（Spiritual Realm）。寰宇中的各個故事便在這三個界域間，以不同星球間的神祇或組織鬥爭為主軸展開。
隨著時間軸推進，部分角色也開始在不同的故事中客串或重複出現，這些在不同世界間出沒的角色稱為「躍界者」（Worldhopper）。其中最有名的包括一名稱為霍德（Hoid）的吟遊詩人，其將會貫穿整個系列的時間軸，並與整個寰宇的神諭息息相關。近年來，山德森越發著重在寰宇時間軸的後半段，寰宇系列也將陸續探討跨星球軍備競賽、星際移民與科技突進等科幻文學主題。

### 世界觀
山德森將寰宇的魔法能量稱為「授予」（Investiture）。已知所有的魔法系統都是「授予」的不同表現形式，包括迷霧之子系列中的金屬技藝（Metallic Arts）、颶光典籍系列的封波術（Surgebinding）、《諸神之城：伊嵐翠》的艾歐鐸（AonDor）與仿術（Forgery）等。這些魔法系統雖然看似十分不同，但遵守相同的定律與限制，符合特定條件下也能等價轉換。在系列時間軸的中後期故事裡，經常能夠看到角色群「挪用」來自其他星球的魔法物件或能量以利己用。
寰宇系列起始於世界觀中的造物主：雅多納西的「崩碎事件」，該事件導致造物主的力量被均分為十六等份，這些力量在接觸到事發當時的十六個凡人之後，使這些凡人轉變為高維度存在，具備捏塑星球與改寫現實結構等能力，成為實質意義上的神祇。這些高等實體稱之為「碎」或「碎神」（Shards），每個「碎」的名稱都象徵宇宙的某種定律或面向，例如迷霧之子系列的神祇「存留」與「滅絕」，分別象徵「恆定」與「熵」，或是颶光典籍系列出現的「榮譽」，代表的是「依從規範」的概念。
碎神的決策、移動與鬥爭左右了讀者所見的故事舞台與魔法系統的產生，然而這些背景歷史在早期的作品中幾乎完全不被讀者所知，僅以彩蛋的形式存在。相關設定第一次正式進入出版品內，是直到 2016 年末出版的《無垠祕典》（Arcanum Bounded）故事集才由世界觀內角色揭露。
以下是所有「碎神」的列表。
| 碎神              | 相關作品                             | 相關魔法                             | 備註                                     |
| ----------------- | ------------------------------------ | ------------------------------------ | ---------------------------------------- |
| 奉獻 Devotion     | 《諸神之城：伊嵐翠》、〈皇帝魂〉     | 艾歐鐸、侍靈、仿術、精章 等          | 遭到嚴重裂解                             |
| 統治 Dominion     | 《諸神之城：伊嵐翠》、〈皇帝魂〉     | 達克霍骨印、御靈、仿術、精章 等      | 遭到嚴重裂解                             |
| 存留 Preservation | 迷霧之子系列                         | 金屬技藝（鎔金術）                   | 成為「和諧」                             |
| 滅絕 Ruin         | 迷霧之子系列                         | 金屬技藝（血金術）                   | 成為「和諧」                             |
| 和諧 Harmony      | 迷霧之子系列                         | 三大金屬技藝：鎔金術、藏金術、血金術 | 吸收存留與滅絕之力，成為混合兩者的新個體 |
| 贈與 Endowment    | 《破戰者》                           | 識喚術、生體彩息、復歸神             |                                          |
| 榮譽 Honor        | 颶光典籍系列                         | 封波術、靈、碎刃 等                  | 遭到嚴重裂解                             |
| 培養 Cultivation  | 颶光典籍系列                         | 封波術、上古魔法、靈、碎刃等         |                                          |
| 憎惡 Odium        | 颶光典籍系列                         | 束虛術、魄散 等                      |                                          |
| 自主 Autonomy     | 執法鎔金系列、《白沙》、〈夕陽老六〉 | 御沙術、靈羽 等                      | 同時干涉多個星球                         |
| 野心 Ambition     | 〈地獄森林之賽倫絲的幽影〉           | 幽影的產生                           | 遭到嚴重裂解                             |
| 湛藝 Virtuosity   | 《侑美與夢魘繪師》                   | 日兆（神靈）、妤祈日兆、日虹線       | 自願瓦解                                 |
| 寬容 Mercy        |                                      | 未知                                 | 僅在片段文字中被提及                     |
| 毅勇 Valor        |                                      | 未知                                 | 僅在片段文字中被提及                     |
| 創造 Invention    |                                      | 未知                                 | 僅在片段文字中被提及                     |
| 無常 Whimsy       |                                      | 未知                                 | 僅在片段文字中被提及                     |
| Reason            |                                      | 未知                                 | 僅在片段文字中被提及，並且「只想要活著」 |

在「碎神」之外還有另一個類神祇團體，稱為「乙太」（Aethers）。乙太是遍布於寰宇各地的魔法物質，碰到水或其他魔法能量會萌發，接觸到鹽或銀則會凋亡。全寰宇共有十二種乙太，每種乙太都個別由一個高等意識「原始乙太」所操縱。乙太將在星際時代的寰宇扮演重要角色。

### 各作品與星球
寰宇系列的各作品發生於同一星團中的不同星球，彼此之間相隔著天文距離。這些星球即是讀者閱讀的故事所發生的舞台。
賽耳（Sel）
《諸神之城：伊嵐翠》與《皇帝魂》所在的星球，孕育許多略帶有亞洲風格的文化，包括十分貼近漢文化的「玫瑰帝國」，以及稱為「麥彭棒」的筷子。賽耳曾有兩個碎神：「統治」與「奉獻」居住，在受到敵對神祇的殺害後被瓦解，其力量成為故事中推動魔法運作的能量：鐸（The Dor）。故事中出現的光球生物：侍靈乃是碎神「奉獻」瓦解後的力量碎末。賽耳有一個月亮。
司卡德利亞（Scadrial）
迷霧之子系列的故事舞台，是已知少數在寰宇造物主：雅多納西崩碎後才出現的星球，由碎神「存留」與「滅絕」創造。此處的魔法以金屬作為媒介運作，稱為金屬技藝（Metallic Arts）。除了古典三部曲的「最後帝國」時代之外，大部分時期都與地球的環境無異。在執法鎔金系列的時代，該星球已經發展出蒸氣與無線電等二十世紀早期的科技。司卡德利亞沒有月亮。
羅沙系統（Rosharan System）
颶光典籍系列的故事舞台，這個太陽系包含三個有生命的類地行星與十顆外環的類木行星，故事主要發生在第二顆星球：羅沙上。該星球只有一片位於南半球的大陸，並且在人類抵達該處前孕育大量類似甲殼綱的動物系統，以及移動能力佳的特殊植物。羅沙終年有不定期的天氣現象：「強颶風」吹拂，強烈的風化作用導致星球表面滿佈岩石與陶泥，缺乏土壤而不利類似地球的生命生存。儘管如此，羅沙是寰宇系列截至目前擁有最多國家與民族數量的星球，該世界的亞維度也有大量稱為「靈（spren）」的特殊生命體，使得當地文化與歷史的設定極為複雜。碎神「培養」與「榮譽」以夫妻之姿抵達該星球後，大規模影響了當地的魔法系統，並且在與敵對碎神「憎惡」的角力之下，影響羅沙人類長達將近一萬年的歷史，最終導致了颶光典籍系列的主線劇情。
羅沙有三個月亮，分別以三條橢圓形軌道運行。相較羅沙更接近太陽的毗鄰星球：艾辛（Ashyn），是山德森尚未出版的發想中作品：Silence Divine 的故事舞台，被羅沙的主流宗教判定為類似天堂的「寧靜宮」。相較於羅沙更遠離太陽的星球：布雷司（Braize）則是碎神「憎惡」的大本營，並被一部分羅沙人稱為「沉淪地獄」。
納西斯（Nalthis）
單行本《破戰者》的故事舞台，由單一位碎神「贈與」所主導。此處的魔法系統與「贈與」的授予碎片：生體彩息（BioChromatic Breath，又稱「駐氣」）有關，透過彩息的轉移，當地的施術者能使無生命的有機物取得時長不一的復活現象。納西斯有一個月亮。故事發生的地區包含熱帶雨林，當地的特殊染料與維度結構與「色彩」有密切關聯性。
泰爾丹（Taldain）
圖像小說《白沙》（White Sand）的故事舞台，該故事在宇宙內的時間軸早於已出版的所有作品。泰爾丹是一個潮汐鎖定的星球，該星球位於一顆主序星與一顆白矮星的第一拉格朗日點上，導致星球缺乏自轉與公轉，且一側由白色太陽照耀，稱為「日面（Dayside）」，另一側則只有白矮星與粒子環帶照耀天空，稱為「暗面（Darkside）」。月亮則在兩半球交界處的平面以圓形軌道繞行泰爾丹。
泰爾丹的日面環境以炙熱的沙漠為主，設定的文化風格與阿拉伯等沙漠文明高度相似，山德森承認這些設定受到《沙丘》系列的影響。暗面則是相對接近歐洲風格的科技文明。有趣的是，儘管日面受到較強的紫外線照射，人種膚色卻較白，而暗面的民族普遍有著深膚色。
輓星（Threnody）
中短篇小說《地獄森林之賽倫絲的幽魂》（Shadow for Silence in the Forest of Hell）的故事舞台。儘管本作品的聲量較低，輓星的背景設定大大影響了寰宇的故事發展。此處是碎神「野心」與「憎惡」在古代大戰的場地，該次鬥毆造成的空間扭曲導致了《地獄森林》故事中，類幽靈實體「幽影」的產生。輓星的勢力也與「山德森之年」第四冊：《日煉者》（The Sunlit Man）有關。
環日初星（First of the Sun）
中短篇小說《夕陽老六》（Sixth of the Dusk）與「山德森之年」第五冊：Isles of the Emberdark 的故事舞台，包含熱帶水域與故事發生的原住民群島。這個星球被寰宇的其他地方稱為「卓米納 Drominad」。相關作品皆位於寰宇系列時間軸的後段，此時已有多個前述作品中的文明發展出星際旅行能力，而使環日初星成為太空旅行政權的待殖民地區。
攸倫（Yolen）
寰宇所有人類的起源星球。該星球也是見證雅多納西崩碎的主要舞台。山德森自寫作生涯的開頭就預定了一個名為《龍鋼》（Dragonsteel） 的系列作為寰宇時間軸的開端；該系列將解釋雅多納西崩碎的原委，以及碎神團體的產生過程。除了人類之外，這個星球也存在著龍，以及一種類似蜥蜴人的原創種族：朽殆（Sho Del）。
這個星球的名稱是來自山德森敬重的奇幻童書作者：Jane Yolen。
幽界／意識界（Shadesmar / Cognitive Realm）
是組成寰宇這個宇宙的三大層次之一。不同於實體界（Physical Realm，與我們的物理宇宙相似，也是大部分故事所在的舞台），意識界有著漆黑的天空與白色的細小太陽，且所有影子都朝向太陽。這個界域是由寰宇中的所有生命體的意念與認知組成的環境；每個星球都有屬於自己的意識界，且彼此接壤——因為寰宇的人們幾乎不會去想像星球之間相隔遙遠的太空空間。這個特性使得意識界成為跨星球旅行的「密徑」，讓非工業時代的人們無須穿過星球之間的天文距離而能抵達不同的世界。
意識界中也會出現獨特的生態系統，甚至特有的智慧生命，例如颶光典籍系列中的羅沙靈（spren）。隨著寰宇系列的發展，意識界中也開始出現人類的集散地，例如稱為「銀光 Silverlight」的都市。許多世界觀中的人將意識界稱為「幽界」，但碎神們偏好稱為「意識界」。
不同星球的意識界環境並不完全相同，環境組成與該星球的魔法或「主題」有關。已知的意識界區域包括：
- 司卡德利亞：霧氣繚繞的海洋，對應「迷霧」。羅沙人稱為「水霧域」（Expanse of the Vapors）
- 羅沙：充滿黑色玻璃珠的海洋，可能對應「錢球」。羅沙人稱為幽界。
- 納西斯：充滿滴下彩色顏料的花朵，對應「色彩」。羅沙人稱為「燦動域」（Expanse of the Vibrance）。
- 賽耳：書中尚未出現場景描述，但山德森多次在訪談或假書中角色之口指出，賽耳的意識界被填滿了死去碎神「奉獻」與「統治」的能量，形成一個帶有攻擊性的魔法電漿風暴，導致旅行至此十分危險。羅沙人稱為「密度域 Expanse of the Densities」。
- 卓米納（環日初星）：已在 Isles of the Emberdark 揭露，作為劇情的一環。
- 碎空域（Expanse of the Broken Sky）：與羅沙意識界接壤的地區，尚未確認對應的星球名稱，有可能是日夜兩側永恆固定的星球泰爾丹（《白沙》故事舞台）。

從颶光典籍系列與《迷霧之子：祕史》開始，故事中出現以意識界為主舞台的情節。未來將會看到更多位於這個界域的故事。
與「山德森之年」系列相關的星球
由於此處的星球與閱讀體驗相關，僅列記而不做解說。根據山德森所說，這些地區是寰宇中的「窮鄉僻壤」，但仍有特殊的魔法與事件發生。
- 露瑪 Lumar：《翠海的雀絲》故事舞台
- 駒司 Komashi：《侑美與夢魘繪師》相關星球
- 烏陀 UTol：《侑美與夢魘繪師》、《日煉者》相關星球
- 頌星 Canticle：《日煉者》相關星球
- Dhatri：乙太的故鄉星球[76]
- the Grand Apparatus：一個巨大的人造天體，在 Isles of the Emberdark 首次出現。

其他星球
除了上述故事所發生的舞台之外，山德森仍在各作品中有意無意地提及其他星球的名稱，並且通常缺乏名稱以外的資訊。這些名稱包括：
- 費克斯 Vax[77][78]
- 歐布羅玳 Obrodai[79]
- 畢延朵 Bjendal[80]
- 謎所 Mythos[81]

### 跨星球勢力與人物
在山德森尚未正式揭露「寰宇」的概念之前，在不同系列間反覆出現的同名角色，或是打扮特殊的無名人物經常是穿梭於不同世界間的旅行者，這些人士稱為「躍界者」。不同於大部分故事的主角群或一般居民，躍界者們不僅知道其他世界的存在，也具備來往於不同星球的特殊管道——這些「捷徑」牽涉到寰宇的界域特性，使得躍界者不必實際橫渡物理上難以跨越的天文距離，僅透過步行、拉車或渡船等低動力方式就能抵達鄰近的星球。
在各作品中較頻繁出現的躍界者包括下列數人。
霍德（Hoid）
一名來自攸倫的吟遊詩人，極為長壽，曾經見證雅多納西的崩碎與碎神群體的誕生。這名人物是山德森透過作品暗示「寰宇」概念的第一個線索，在《諸神之城：伊嵐翠》、《破戰者》與迷霧之子三部曲等早期作品中都有露面，並且在颶光典籍系列成為重要角色。霍德在絕大部分的已出版作品中都有露面，或至少被故事角色提及。隨著時間軸推移，霍德已經取得來自許多星球的各種魔法與詛咒，並且將會存活到寰宇系列的最終階段。
克里絲（Khriss）與納哲（Nazh）
學術性雙人組合，前者是《白沙》系列的女主角，後者則是其雇用的特務。克里絲是寰宇中的首席研究者；以世界觀內的角度而言，這個角色撰寫了每本寰宇小說末尾的「祕典」（Ars Arcanum）章節，介紹當地的魔法系統。克里絲也撰寫了《無垠祕典》中介紹各個太陽系的短篇說明文。納哲則在世界觀內提供讀者所看到的地圖與插頁。
《破戰者》角色群
於《破戰者》中現身的主角群：法榭（Vasher）、維溫娜（Vivenna）與宵血（Nightblood），以及古代學術團體「五學者」分別在不同的時間點抵達《颶光典籍》的星球——羅沙。
由躍界者組成的組織、社群與族群
2016 年之後，山德森進一步揭露了躍界人士並不僅僅以個人身份存在，而是在寰宇的角落形成聚落與組織等級的團體。這些群體包括：
- 銀光[60]（Silverlight）：位於寰宇「意識界」的一座樞紐城市，聚集了來自各星球的居民，擁有跨星球貿易中樞的功能，也成立多所大學。銀光通往「實體界」的跨維度通道稱為「Nexus」，這也是 2024 年龍鋼年會的粉絲舞會活動名稱。
- 第十七碎（Seventeenth Shard）[82]：由霍德的舊識（該個體是一條龍）所成立的跨星球組織，對於碎神之間的鬥爭採取不干涉態度，並努力追捕霍德[90][91]。
- 鬼血（Ghostbloods）：由一位知名角色所成立的跨星球組織，在颶光典籍系列[88]與《執法鎔金：謎金》[92]中占有重要地位。
- 埃瑞（the IRE）：由一群古代伊嵐翠人組成的封閉團體，主要在《迷霧之子：祕史》[93]與《翠海的雀絲》中出現。IRE 在艾歐文字代表「時間」[93]。
- 祕法學家（the arcanists）：具有宇宙背景知識，並悉心鑽研寰宇魔法與各項知識的跨星球研究者，在時間軸的中後期逐漸增加。在現實世界中，這個詞彙也指那些深度探討設定並積極與山德森互動的知識系粉絲。

除此之外，有些民族也具備跨星球的特質，包括：
- 龍：早於人類具備跨維度知識，並且可能是最早穿梭到攸倫以外的民族。在人類擴散到各星球龍族似乎有意地在各星球的人類文化中留下自己的形象與威信，以至於寰宇各地都曾有或持續存在龍的傳說。
- 依芮雅利人（Iriali）：於颶光典籍系列中亮相的特殊民族，有著金色的毛髮，該民族的信仰聲稱本族的使命是在「寰宇的各大陸」間遷徙，暗示具有跨星球旅行的歷史[58][94]。
- 無眠者（Sleepless）：遍布寰宇各處的的擬態蜂巢意識物種，能夠偽裝成蟲子等不起眼的生物，或是透過集結並模仿人類器官而偽裝成人類[95]。即便無眠者最初僅在颶光典籍系列作品中亮相，山德森表示牠們向來是跨星球物種，並且已經在其他作品中多次露面。
- 由於所有人類都發跡於攸倫這個星球，其他星球的人類多半也是在遠古時代從攸倫播遷過去的。迷霧之子系列的星球：司卡德利亞則是例外——司卡德利亞在雅多納西崩碎前並不存在，該星球以及當地的人類皆是由碎神「存留」與「滅絕」創造[61]。

隨著 2020 年代發行的寰宇作品越發著重於寰宇的星際旅行時代，山德森已經大量提示各系列間的互動勢不可免。這時，躍界者與跨星球勢力已不再是祕密；上述的組織、個體與種族皆會成為寰宇系列最終階段的重要元素。

### 尚未完成的寰宇作品
儘管山德森的寫作速度已經在同行之間首屈一指，他也承認過份高估了自己的創作極限，並努力阻止會延緩創作倦怠的到來。即便如此，他已經安排了一份待完成清單。以下是大致不會變動的固定計畫。
颶光典籍系列：後五部曲
該系列以「從一開始就規劃好的十部曲」聞名，並分成兩個五部曲。在第一個五部曲結束後，山德森計畫先完成《諸神之城：伊嵐翠》的續集或迷霧之子第三紀元，才會續寫颶光典籍系列的第二個五部曲。
迷霧之子第三紀元：鬼血 Ghostbloods
繼承古典三部曲與執法鎔金系列之後，本系列的第三個故事紀元將會發生於 1980 年代風格的都市舞台中。
《諸神之城：伊嵐翠》三部曲
即便山德森最初將前作定位為單行本，但向來有將其擴充為三部曲的計畫。續集將會聚焦於前作中的孩童角色，他們在成年後將前往敵對國家，調查前作並未詳述的魔法系統。該魔法即是預定的續集名稱：《達克霍》（Dakhor）。
《破戰者》續集
暫名《宵血》（Nightblood），將會解釋為什麼該作中的部分角色最終出現在颶光典籍系列內。考量到這個計畫在山德森計劃內的優先度較差，最終可能不會下筆。
Silence Divine
長年被山德森提及但尚未進入編輯階段的故事名稱。本故事發生的星球與颶光典籍的羅沙位於同一個太陽系內，目前預計有著「浮空城市」與「疾病產生魔法」的元素。
迷霧之子第四紀元
賽博龐克風格的三部曲，屬於迷霧之子系列原先規劃的四個紀元之一。在蒸氣龐克紀元（執法鎔金系列）完成後，迷霧之子擴充為五紀元故事。然而，山德森對於自己是否能夠下筆賽博龐克紀元感到猶豫，最終可能不會推出。
龍鋼系列（Dragonsteel Series）
位於寰宇系列時間軸的開端，將敘述造物主雅多納西的崩碎、碎神團體產生的過程以及吟遊詩人霍德的背景故事。預定在上述作品都完成後才會問世。
迷霧之子第五紀元
位於寰宇系列時間軸的尾端，也是迷霧之子系列的最後一個紀元：星際旅行時代。已知將會由霍德扮演主角。
除了上述作品外，山德森表示自己將會在可能的時間空隙中撰寫一些非必要的支線寰宇作品。

## 非寰宇系列作品
儘管山德森以「寰宇」系列發跡並成名，他在過往的二十年間也發表了許多「寰宇」系列之外的作品。這些作品多半屬於中短篇科幻小說或推理小說體裁。

### 獨立小說與繪本
含中文標題之獨立短篇小說皆已由奇幻基地發行。
- Centrifugal（1994，brandonsanderson.com）：短篇作品，是山德森高中時期的創作，可在其官方網站上閱讀 （页面存档备份，存于）。
- 〈長嫡〉（Firstborn）（2008，Tor.com） ：短篇作品，中文版收錄在《皇帝魂：布蘭登 · 山德森精選集》中，太空歌劇作品。
- Heuristic Algorithm and Reasoning Response Engine（與 Ethan Skarstedt 共同寫作在 Armored 選集中）（2012，Baen Books）：中篇小說，人工智慧主題。
- I Hate Dragons （2013，brandonsanderson.com） ：短篇作品，文章幾乎全由對話組成，是山德森的對話寫作練習成果，發表於官方網站上 （页面存档备份，存于）公開閱讀。繁體中文版翻譯可參見此處 （页面存档备份，存于）。
- Dreamer（收錄在 Games Creatures Play 選集中，2014，Ace）：短篇作品，都會奇幻，超能力失控主題。
- 〈完美境界〉（Perfect State） （2015，Dragonsteel）：中篇作品，中文版收錄在《軍團：布蘭登 · 山德森精選集 II》中，虛擬實境主題。該系列與《軍團》系列屬於同一個世界觀，但不算該系列的作品，僅是設定彩蛋。
- 《快照行動》（Snapshot） （2017，Dragonsteel） ：中篇作品，繁體中文版以電子書形式上市
- 《魔法風雲會：無名之子》（Magic: Children of the Nameless） （2018，Wizards of the Coast）：中篇小說，與威世智公司的合作作品。山德森本人也是卡牌遊戲魔法風雲會的重度玩家。
- The Original（2020，Recorded Books）：有聲書小說，複製人科技主題。
- 《勤儉魔法師的中古英格蘭生存指南》（The Frugal Wizard's Handbook for Surviving Medieval England）（2023，Dragonsteel）：中篇小說，屬於「山德森之年」系列第二冊，也是四冊中唯一的非寰宇作品。
- 《世界上最無聊的書》（The Most Boring Book Ever）（2024，Roaring Book Press）：與圖像小說家葛飾一史（Kazu Kibuishi）共同創作的兒童繪本。繁體中文版由布克文化發行。

### 邪惡圖書館系列（Alcatraz Series）
本系列被山德森定位為一個「青少年童書」系列。此一系列作品講述了以「史亞克」（Alcatraz Smedry）與其夥伴為主軸的搞怪青少年奇幻冒險，角色群的名稱多半來自真實世界的監獄（例如史亞克來自阿爾卡特拉斯島聯邦監獄，芭詩蒂來自巴士底監獄）。系列的編排上也充滿詼諧趣味，例如章節數字不按順序、出現 π 等無理數，以及在書風的作者介紹上放置盆栽植物來取代山德森本人的照片等。
- 眼鏡的祕密（Alcatraz Versus the Evil Librarians）（2007）
- 幽靈館長的詭計（Alcatraz Versus the Scrivener's Bones）（2008）
- 水晶騎士的戰鬥（Alcatraz Versus the Knights of Crystallia）（2009）
- 最後的暗黑天賦（Alcatraz Versus the Shattered Lens）（2010）
- Alcatraz Versus the Dark Talent（2016）
- Bastille vs. the Evil Librarians: The Worldspire（Janci Patterson，2022）

山德森在近年將《邪惡圖書館》系列交由長期合作的奇幻作家 Janci Patterson 完結，已於 2022 年上市。繁體中文版由皇冠叢書代理。

### 陣學師系列（The Rithmatist）
該系列發生於地球的一個平行宇宙；該世界觀內的北美洲裂解成數十個大小不一的陸塊，象徵美國五十州與加拿大各省份，山德森所誕生的內布拉斯加州則被設定為「魔塔」所在地。此外，該世界觀內也出現了類似大英帝國的超大型殖民體「朝鮮帝國」。本系列目前僅有一部作品。
- 陣學師：亞米帝斯學院（The Rithmatist）（2013）

《陣學師》最初被設定在寰宇系列內，但後來山德森決定將其移出，並改寫成青少年作品。該世界觀使用粉筆製造的魔法陣進行防禦，並繪製可動的魔法圖像「粉筆精」對決。故事主角的名字：喬依（Joel）則是來自山德森的長子 Joel Sanderson。
《陣學師》的續集計畫："Rithmatist 2: Aztlanian" 已經被提出多年，然而山德森基於近年的寫作計畫繁忙，以及自認為不夠了解阿茲特克文明而遲未下筆。由於《陣學師》倍受讀者喜愛，這類罕見的長期空轉產生了一些網路迷因，例如經過十年，長子 Joel 的年紀已經超越同名主角的年紀了。

### 審判者傳奇系列（Reckoners Series）
該系列發生於地球的一個平行宇宙，並擁有與現實世界幾乎一致的歷史發展，直到稱為「禍星」的天文現象出現，導致地球上的部分人類產生超能力，成為「異能者」（Epic）。然而，不同於超級英雄漫畫的主軸，異能者幾乎都是「作惡多端的壞人」。
- 審判者傳奇：鋼鐵心（Steelheart）（2013）
- 審判者傳奇：熾焰（Firefight）（2015）
- 審判者傳奇：禍星（Calamity）（2016）
- 有絲分裂（Mitosis）（2013）：外傳短篇，中文版收錄在《軍團：布蘭登 · 山德森精選集 II》中

該系列目前已經完結。與山德森關係良好的作者 Stephen Bohls 已在 2022 年提出了擴充此系列的提案。

### 超感宇宙（Cytoverse）
又名「天防者」系列。屬於青少年小說，由一個四部曲與多個延伸故事組成。故事位於遙遠未來的星際時代，與人類的太空殖民及外星文明的衝突相關，並帶有大量《捍衛戰士：獨行俠》風格的空戰元素。在《天防者》簽書會的問答中，他表示本系列與十多年前的〈保衛幸福之地〉在同一個世界觀內。這個世界觀目前稱為「超感宇宙」（Cytoverse），是繼「寰宇」之後第二個有明確頭銜的山德森架空宇宙。
- 保衛幸福之地（Defending Elysium）（2008）：前傳短篇，中文版收錄在《皇帝魂：布蘭登 · 山德森精選集》中
- 天防者（Skyward）（2018）
- 天防者 II：星界（Starsight）（2019）
- 天防者 III：超感者（Cytonic）（2021）
- Skyward: Hyperthief（短篇故事，與 Janci Patterson 合著，2023）
- 天防者 IV：無畏者（Defiant）（2023）

除了上述故事外，與山德森長年合作的作家 Janci Patterson 也為超感宇宙進行擴充，稱為 Skyward Flight 系列。目前共有三冊。
- Skyward: Sunreach（中短篇小說，2021）
- Skyward: ReDawn（中短篇小說，2021）
- Skyward: Evershore（中短篇小說，2021）

未來，Janci Patterson 將會續寫由全新角色群組成的延伸三部曲，暫名為 Skyward Legacy 系列。

### 軍團（Legion）
三部曲皆為中篇作品，懸疑驚悚題材的當代科幻作品，發生於與現實世界設定無異的地球。主人翁具有快速精通一門高難度學問的能力，同時有著將這些學識投射到自己幻想的旁人：「面向」（Aspects）的精神障礙。由於他宣稱自己的學識總是來自一群虛構人物的跟隨，故在聖經馬可福音 8:50 的典故下而被暱稱為「Legion」。
- 軍團（Legion）（2012）：中文版收錄在《皇帝魂：布蘭登 · 山德森精選集》中
- 軍團：膚淺（Legion: Skin Deep）（2014）：中文版收錄在《軍團：布蘭登 · 山德森精選集 II》中
- Legion: Lies of the Beholder（2018）

全三冊在 2018 年集結成一個套組，稱為 Legion: The Many Lives of Stephen Leeds 。

### Dark One 系列
以多重媒體方式發行的非寰宇系列，大致講述地球與一個平行時空的交互故事，山德森表示這是一個「反哈利波特」概念作品：主人翁發現自己是異世界預言裡命中註定的魔王，而非英雄。該系列目前包含兩集，皆不是以紙本小說形式出版。
- Dark One（2020，Vault Comics）：以圖像小說形式出版
- Dark One: Forgotten（與 Dan Wells 合著）（2023，Mainframe）：由山德森的有聲書公司 Mainframe 出版，為類似播客的六集單元劇。

### 時光之輪（The Wheel of Time）
原作者羅伯特·喬丹在完成他的連載史詩奇幻作品《時光之輪》之前便去世了。山德森被羅伯特·喬丹的遺孀兼編輯 Harriet McDougal 欽定，由他根據喬丹留下的筆記完成此系列。山德森續寫的《時光之輪》小說包括：
- 時光之輪 12：末日風暴（The Gathering Storm）（2009）
- 時光之輪 13：闇夜之塔（Towers of Midnight）（2010）
- 時光之輪 14：光明回憶（A Memory of Light）（2013）：系列完結篇

山德森還將《光明回憶》中被刪除的一個場景改寫為 2013 年的短篇小說 River of Souls。 這個故事發表在奇幻短篇選集 Unfettered（Shawn Speakman，Grim Oak Press）中。

### 無盡之劍（Infinity Blade）
這些作品基於由 Chair Entertainment 和 Epic Games 開發的動作角色扮演 iOS 遊戲：無盡之劍。本作品的上下兩冊分別在 2011 與 2013 年出版，繁體中文版則集結為單冊發行。
- 無盡之劍：覺醒（Infinity Blade: Awakening）（2011）
- 無盡之劍：救贖（Infinity Blade: Redemption）（2013）

由於本作是搭配電玩遊戲所創作的補充作品，在非玩家的純閱讀者市場受到了相對低的評價。

## 山德森定律
在山德森的影響下，「硬魔法」與「軟魔法」逐漸成為世界觀與魔法系統建設的重要概念。此處所謂的「軟」與「硬」對應到科幻小說領域的「軟科幻」與「硬科幻」。這兩組詞彙都對應到一道光譜的兩端：硬魔法系統遵循特定規則、魔法的控制方式與原理被清楚傳達給讀者，而世界觀設定亦圍繞於魔法系統的限制及規範。軟魔法系統則並未建構出明確的規範與限制，或者基於敘事因素而並未被明確說明。這些魔法較能引發讀者的好奇感。
對此，山德森提出了「魔法三大定律」，為想要寫作相關主題作品的創作者提供指引：
1. 作者運用魔法解決敘事中衝突的能力，與讀者理解上述魔法的程度成正比[111]。
2. 相較於魔法帶來的力量，魔法的弱點、限制與代價更為有趣[115][116]。
3. 比起直接添加全新的系統，作者更應該擴張已經存在的魔法系統或其元素，以免影響既有的魔法系統在虛構宇宙中的合理性[117]。

除此之外尚有第零定律：永遠記得在美好的事物上添加缺陷。

## 教職
山德森是楊百翰大學的兼職教師，每年教授一次創意寫作課程。山德森還參與了作者Dan Wells 、Mary Robinette Kowal 與網路漫畫家 Howard Tayler 的每周播客節目：Writing Excuses。2021年6月起，山德森與 Dan Wells 開始主持自己的播客節目：Intentionally Blank，閒聊他們的興趣。

## 獎項及提名
山德森被提名並因其他作品獲得了多個獎項。有關其他獎項和提名，請參見 Writing Excuses 。
| 年   | 組織                          | 獎項, 分類                                                     | 作品                    | 結果 | 參見    |
| ---- | ----------------------------- | -------------------------------------------------------------- | ----------------------- | ---- | ------- |
| 2005 | Romantic Times                | 評論家選擇最佳圖書獎， 最佳史詩奇幻小說獎                      | 諸神之城：伊嵐翠        | 獲獎 | [ 122 ] |
| 2006 | 世界科幻大會                  | 約翰·W·坎貝爾最佳新作家獎                                      | --                      | 提名 |         |
| 2006 | Romantic Times                | 評論家選擇最佳圖書獎， 最佳史詩奇幻小說獎                      | 迷霧之子：最後帝國      | 提名 | [ 123 ] |
| 2007 | 世界科幻大會                  | 約翰·W·坎貝爾最佳新作家獎                                      | --                      | 提名 |         |
| 2007 | Romantic Times                | 評論家選擇最佳圖書獎， 最佳史詩奇幻小說獎                      | 迷霧之子：昇華之井      | 提名 | [ 124 ] |
| 2007 | 加泰隆尼亞理工大學            | UPC科幻獎                                                      | 保衛幸福之地            | 獲獎 | [ 125 ] |
| 2007 | LDStorymakers                 | Whitney Awards, 最佳推理小說獎                                 | 迷霧之子：昇華之井      | 提名 | [ 126 ] |
| 2007 | LDStorymakers                 | Whitney Awards, 最佳少年小說                                   | 邪惡圖書館 1 眼鏡的祕密 | 提名 | [ 126 ] |
| 2008 | Romantic Times                | 評論家選擇最佳圖書獎， 最佳史詩奇幻小說獎                      | 迷霧之子：永世英雄      | 獲獎 | [ 127 ] |
| 2008 | LDStorymakers                 | Whitney Awards, 最佳推理小說                                   | 迷霧之子：永世英雄      | 獲獎 | [ 128 ] |
| 2009 | LDStorymakers                 | Whitney Awards, 最佳推理小說                                   | 破戰者                  | 提名 | [ 129 ] |
| 2010 | LDStorymakers                 | Whitney Awards, 最佳推理小說                                   | 颶光典籍：王者之路      | 獲獎 | [ 130 ] |
| 2010 | LDStorymakers                 | Whitney Awards, 年度最佳小說                                   | 颶光典籍：王者之路      | 獲獎 | [ 130 ] |
| 2010 | Goodreads                     | Goodreads Choice Awards 2010, 2010最佳奇幻                     | 時光之輪：闇夜之塔      | 獲獎 | [ 131 ] |
| 2011 | DGLA                          | David Gemmell Legend Award                                     | 颶光典籍：王者之路      | 獲獎 | [ 132 ] |
| 2011 | LDStorymakers                 | Whitney Awards, 最佳推理小說                                   | 迷霧之子：執法鎔金      | 獲獎 | [ 133 ] |
| 2012 | Goodreads                     | Goodreads Choice Awards 2012, 2012最佳奇幻                     | 皇帝魂                  | 提名 | [ 134 ] |
| 2013 | 世界科幻大會                  | 雨果獎, 最佳中篇小說                                           | 皇帝魂                  | 獲獎 | [ 135 ] |
| 2013 | World Fantasy Convention      | World Fantasy Award, Best Novella                              | 皇帝魂                  | 提名 | [ 136 ] |
| 2013 | Goodreads                     | Goodreads Choice Awards 2013, Best Fantasy of 2013             | 時光之輪：光之回憶      | 提名 | [ 137 ] |
| 2013 | LDStorymakers                 | Whitney Awards, Best Young Adult—Speculative                   | 審判者傳奇：鋼鐵心      | 獲獎 | [ 138 ] |
| 2013 | Goodreads                     | Goodreads Choice Awards 2013, Best Young Adult Fantasy of 2013 | 審判者傳奇：鋼鐵心      | 提名 | [ 139 ] |
| 2014 | World Science Fiction Society | Hugo Award, Best Novel                                         | 時光之輪系列            | 提名 | [ 140 ] |
| 2014 | DGLA                          | David Gemmell Legend Award, Best Novel                         | 時光之輪：光之回憶      | 提名 | [ 141 ] |
| 2014 | Goodreads                     | Goodreads Choice Awards 2014, Best Fantasy of 2014             | 颶光典籍：燦軍箴言      | 提名 | [ 142 ] |
| 2014 | Whitney Awards                | 2014 Whitney Finalists, Speculative                            | 颶光典籍：燦軍箴言      | 獲獎 | [ 143 ] |
| 2015 | DGLA                          | David Gemmell Legend Award, Legend Award                       | 颶光典籍：燦軍箴言      | 獲獎 |         |
| 2015 | Goodreads                     | Goodreads Choice Awards 2015, Best Fantasy of 2015             | 執法鎔金：自影          | 提名 | [ 144 ] |
| 2015 | Goodreads                     | Goodreads Choice Awards 2015, Best Young Adult Fantasy of 2015 | 審判者傳奇：熾焰        | 提名 | [ 145 ] |
| 2016 | World Science Fiction Society | Hugo Award, Best Novella                                       | 完美境界                | 提名 | [ 146 ] |
| 2016 | Dragon Con                    | Dragon Award, Best Young Adult / Middle Grade Novel            | 審判者傳奇：禍星        | 提名 | [ 147 ] |
| 2017 | DGLA                          | David Gemmell Legend Award, Legend Award                       | 執法鎔金：悼環          | 提名 |         |
| 2018 | DGLA                          | David Gemmell Legend Award, Best Fantasy Novel                 | 颶光典籍：引誓之劍      | 提名 | [ 148 ] |
| 2021 | Dragon Con                    | Dragon Award, Best Fantasy Novel (Including Paranormal)        | 颶光典籍：戰爭節奏      | 提名 | [ 149 ] |
| 2023 | Utah Valley University        | Honorary Doctor of Letters                                     | --                      | 獲獎 | [ 150 ] |

## 軼聞
- 山德森的中短篇寰宇故事《皇帝魂》是在 2012 年首次訪問臺灣並參訪台北國立故宮博物院時，看見乾隆皇帝時常在自己喜愛的文藝品上「蓋章」的行為所啟發[151]。
- 山德森曾在 2012 與 2015 年兩度訪問台灣，尚未訪問中國大陸或港澳地區。山德森將臺灣視為一個「巨大的粉絲社群地」[152]。另外，雖然山德森曾在韓國擔任耶穌基督後期聖徒教會的傳教士，他的作品在東北亞地區（包括韓國與日本）都不熱銷[153]。繁體中文是亞洲地區目前唯一將「寰宇系列」作品出版到最新進度的語言別。2024 年的山德森宣言首次將台灣出版社「奇幻基地」列於各國出版進度的段落中。
- 山德森是電玩遊戲《艾爾登法環》的忠實玩家，曾經在2022年8月7日遊玩該遊戲時於 X（原 Twitter）上同步大量更新自己的心得[154]，導致全世界的關注者遭到洗版。
- 山德森與太太 Emily 育有三個兒子：Joel、Oliver 與 Dallin。其中長子 Joel 與《陣學師》主角同名，Dallin 則是來自颶光典籍系列主要角色：達利納（Dalinar）[155]。
- 在一些作品的致謝中，山德森會在文字編輯 Peter Alhstrom 之前加上一個英文字母 i 開頭的形容詞（例如「不可數的 incalculable」、「可疑的 incredulous」、「不可分割的 indivisible」）。美術總監 Isaac Stewart 則被刻意寫錯姓名，例如「Isaac $tewart」、「Isaac StewarŤ」）；在《勤儉魔法師的中古英格蘭生存指南》中甚至是「ᛁᛋᚫᚫᚳ Stewart」。
- 龍鋼團隊的 Adam Horne 飼養了一隻柯基犬，並取名為颶光典籍系列的喜劇角色：洛奔（Lopen）[156]。在《日煉者》的致謝中，Adam Horne 的頭銜是「柯基犬大師」。

## 外部連結
- 布蘭登·山德森官方網頁 （页面存档备份，存于）（英文）
- 布蘭登·山德森 YouTube 頻道 （页面存档备份，存于）
- Dragonsteel Books （页面存档备份，存于）（英文）：私人出版社官方網頁
- 17th Shard Forum （页面存档备份，存于）（英文）：國際山德森社群論壇，以世界觀內祕密組織「Seventeenth Shard」命名。
- Coppermind Wiki （页面存档备份，存于）（英文）：由 17th Shard 社群營運的山德森主題維基網站。
- Arcanum （页面存档备份，存于）（英文）：收錄山德森在各大媒體所提供的設定與幕後資訊。
- Reddit: r/cremposting （页面存档备份，存于）（英文）：社群平台 Reddit 上的山德森迷因分享板。
- 山德森寰宇祕典 （页面存档备份，存于）（繁體中文）：山德森繁體中文社群的翻譯文庫，包含山德森歷年的「年度宣言」翻譯，以及繁體社群的聊天室入口 （页面存档备份，存于）。